# Akiyama Yosuke
Akiyama Yosuke (秋山 陽介 Akiyama Yosuke, sinh ngày 13 tháng 4 năm 1995) là một cầu thủ bóng đá người Nhật Bản. Anh thi đấu cho Nagoya Grampus.

## Sự nghiệp
Akiyama Yosuke gia nhập câu lạc bộ tại J2 League Nagoya Grampus năm 2017.